# Pro Romania
Pro Romania (en roumain : PRO România, PRO) est un parti politique social-libéral roumain fondé en 2017 et présidé par Victor Ponta.

## Histoire
Le parti est présenté pour la première fois durant l'été 2017 par Daniel Constantin, ancien coprésident de l'Alliance des libéraux et démocrates (ALDE), écarté du parti à l'initiative de l'autre coprésident, Călin Popescu-Tăriceanu. 
Constantin déclare que ce nouveau parti serait « patriote, en faveur de la coopération avec l'OTAN et du renforcement des institutions européennes ». En septembre 2017, Victor Ponta, ancien Premier ministre et dirigeant du Parti social-démocrate (PSD), est également démis de ses fonctions après être entré en conflit avec le président du parti, Liviu Dragnea, notamment pour avoir apporté son soutien au Premier ministre Sorin Grindeanu face à la direction du PSD,,,.
Pro Romania est enregistré devant le tribunal de Bucarest le 27 octobre 2017, après une contestation sur la légalité du nom formulée par l’entrepreneur Adrian Sârbu, fondateur de Pro TV,. Le 20 février 2018, PRO Romania est reconnu comme une entité légale. Le parti est alors officieusement dirigé par un triumvirat composé de Daniel Constantin, Victor Ponta et Sorin Cîmpeanu, ancien ministre de l'Éducation. Victor Ponta déclare alors que le parti a la prétention de représenter la société progressiste et social-libérale roumaine, d'inspiration européenne, capable d'être une alternative à la politique du Parti social-démocrate.
Le 17 janvier 2019, Corina Crețu, commissaire européenne chargée de la Politique régionale, annonce qu'elle se porte candidate aux élections européennes de 2019 pour Pro Romania. Elle devrait figurer en deuxième place sur la liste du parti, derrière Victor Ponta. Quatre jours plus tard, le sénateur et ancien ministre de la Défense nationale, Adrian Țuțuianu (également exclu du Parti social-démocrate), annonce rejoindre le parti, devenant ainsi le premier sénateur de Pro Romania.
Le parti change de nom en octobre 2020 à la suite de l'intégration de l'Alliance des libéraux et démocrates.

## Résultats électoraux

### Élections présidentielles
| Année | Candidat                  | 1er tour | 1er tour |
| Année | Candidat                  | %        | Rang     |
| ----- | ------------------------- | -------- | -------- |
| 2019  | Mircea Diaconu (ALDE-PRO) | 8,8      | 4e       |

### Élections parlementaires
| Année | Chambre des députés | Chambre des députés | Chambre des députés | Sénat   | Sénat | Sénat   | Gouvernement        |
| Année | Voix                | %                   | Mandats             | Voix    | %     | Mandats | Gouvernement        |
| ----- | ------------------- | ------------------- | ------------------- | ------- | ----- | ------- | ------------------- |
| 2020  | 241 267             | 4,09                | 0 / 330             | 244 225 | 4,13  | 0 / 136 | Extra-parlementaire |

### Élections européennes
| Année | %   | Mandats | Rang | Tête de liste | Groupe |
| ----- | --- | ------- | ---- | ------------- | ------ |
| 2019  | 6,6 | 2 / 33  | 4e   | Victor Ponta  | S&D    |